# Antlers
Antlers é uma cidade localizada no estado norte-americano de Oklahoma, no Condado de Pushmataha.

## Demografia
Segundo o censo norte-americano de 2000, a sua população era de 2552 habitantes. 
Em 2006, foi estimada uma população de 2489, um decréscimo de 63 (-2.5%).

## Geografia
De acordo com o United States Census Bureau tem uma área de 
7,1 km², dos quais 7,1 km² cobertos por terra e 0,0 km² cobertos por água.

## Localidades na vizinhança
O diagrama seguinte representa as localidades num raio de 36 km ao redor de Antlers. 